# Hamlet (film 1969)
Hamlet è un film del 1969 diretto da Tony Richardson.